# Ninsun

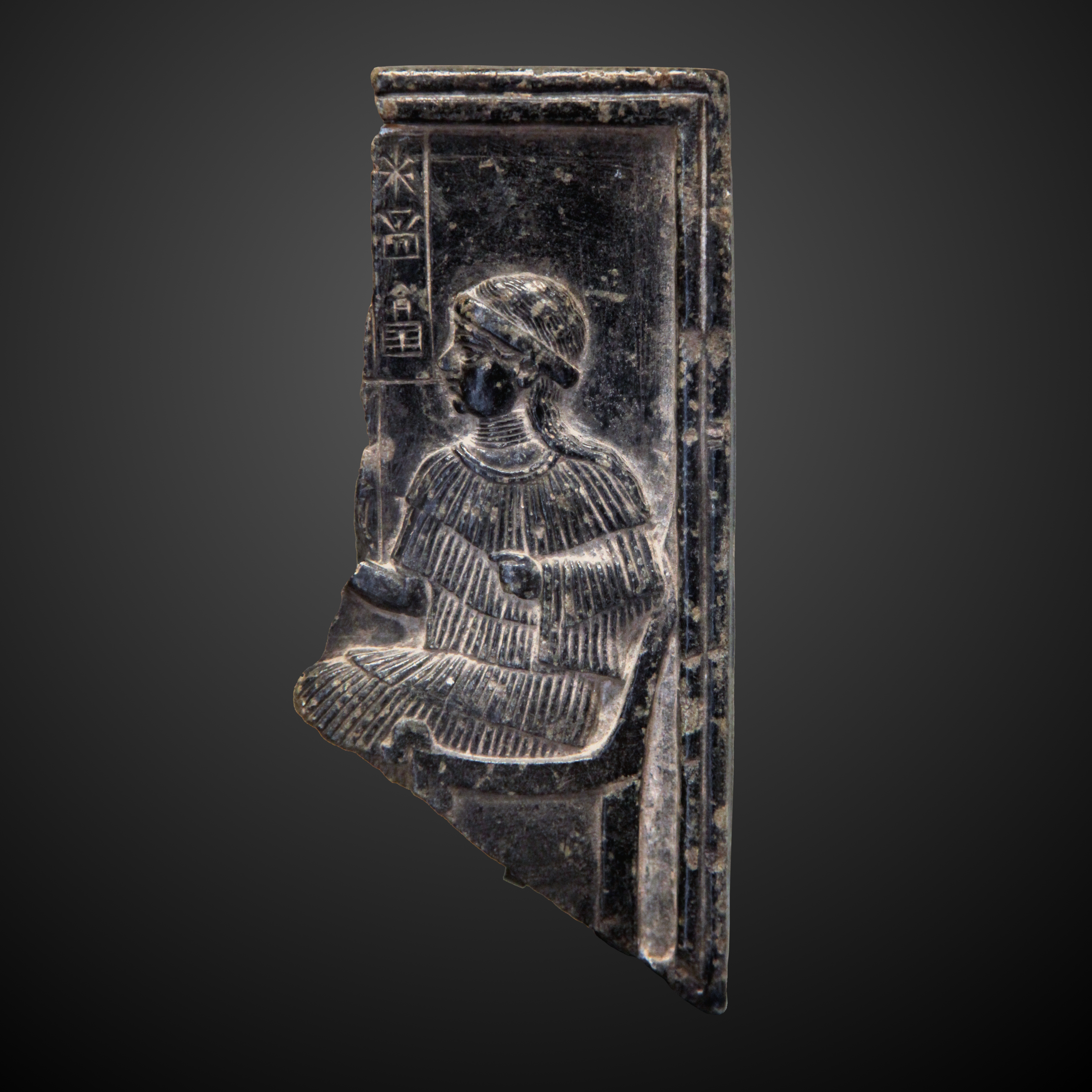
Ninsun, periodo neo-sumero

Nella mitologia sumera, Ninsun o Ninsuna (in sumero:𒀭𒊩𒌆𒄢 dNIN.SUMUN2, Nin-sumun o Nin-sun, "signora mucca selvaggia") è una dea, meglio conosciuta come madre del leggendario eroe Gilgameš, e dea protettrice di Gudea di Lagash. I suoi genitori sono le divinità An e Uras.

## Mito
Nell'Epopea di Gilgameš, Ninsun viene descritta come regina umana che vive ad Uruk con il re suo figlio. Il padre di Gilgameš era il precedente re Lugalbanda.
Sempre nell'Epopea di Gilgameš, Ninsun viene convocata da Gilgameš e Enkidu per aiutarli a pregare il dio Utu chiedendo aiuto per i due, per il viaggio che devono intraprendere verso il Paese dei Viventi per combattere Ḫumbaba.

## Nomi
Ninsun viene chiamata "Rimat-Ninsun", la "Mucca rispettabile", la "Mucca selvaggia della Recinzione" e "La Grande Regina".
Nel bassorilievo di Tello (antica Lagash, 2150 a.C.) il suo nome è scritto con glifi cuneiformi come: DINGIR.NIN.GUL, dove il glifo GUL è lo stesso di SUN2. Secondo il Sumerian Lexicon di John Halloran, il significato di GUL è "enorme" e "diabolico", ma è anche il verbo "distruggere completamente". Il significato di SUN2 è unanimemente interpretato come "mucca".
Ninsun fu chiamata Gula nella mitologia sumera finché il nome non fu poi cambiato in Ninisina. Gula in seguito divenne una dea babilonese.
Ninsun in origine si chiamava Nininsina, secondo il viaggio di Pabilsaĝ a Nippur. Secondo l'antico testo babilonese, Nininsina sposò Pabilsag sulla riva di un fiume. Da Pabilsag ebbe un figlio, Damu.